# Trnávka (přítok Ondavy)
Trnávka je říčka na východním Slovensku, pravostranný přítok Ondavy o délce 35 kilometrů.
Pramení v Slanských vrších, v podcelku Bogota, na východním úpatí vrchu Ploská (602 m n. m.), jihojihovýchodně od Dargovského průsmyku (473 m n. m.), v nadmořské výšce cca 470 m n. m.
Na krátkém úseku teče na sever, vzápětí se stáčí na východ a vytváří předěl mezi podcelky Bogota na jihu a Mošník na severu. Potom protéká rekreačním střediskem Bílé Studničky a vtéká do Východoslovenské pahorkatiny, podcelek Podslanská pahorkatina, kde zleva přibírá potok Pecový jarok. Protéká obcí Dargov, na jejím území přibírá zprava Kamenný potok. Vzápětí se stáčí jihovýchodním směrem a koryto se zde více horizontálně vlní. Zprava přibírá Lieskovec (187 m n. m.) a dále teče přes obec Trnávka do protipovodňové 8 ha vodní nádrže Sečovce, do které z pravé strany ústí potok Miľač a Trnávka pak pokračuje východním směrem.
Protéká přes město Sečovce, kde se na krátkém úseku větví na dvě ramena, koryto řeky se výrazně rozšiřuje a zprava přibírá říčku Trnavu. Vstupuje na Výchoslovenskou rovinu, podcelek Ondavská rovina, zde protéká přes obec Hriadky, u které přibírá levostranně Višňovský potok a prudce se stáčí na jih. Dále teče vyrovnaným regulovaným korytem, zleva se spojuje s Manovým kanálem, následně protéká přes Vojčice, okrajem Milhostova (městská část Trebišova) vstupuje na území města Trebišov. Zde napájí pět vodních nádrží na pravém břehu, které využíval místní cukrovar a dále protéká východním okrajem města. Z pravé strany přibírá vícero zavlažovacích kanálů, křižuje se s kanálem Čapliny a protéká okrajem obce Zemplínske Hradište. Zleva přibírá kanály Kropa a Lesík a následně i svůj nejvýznamnější přítok, pravostranný Chlmec (99 m n. m.).
Od hlavního koryta se zprava odděluje Neľovský kanál, který probíhá souběžně s Trnávkou a ústí do Kopaného jarku.
Trnávka se stáčí postupně na jihovýchod, teče okrajem obce Hraň, v blízkosti které se vlévá do Ondavy.